# Michael Trummer
Michael Trummer (* 31. Mai 1968 in Zeitz) ist ein ehemaliger deutscher Kanute und ehemaliger Chef-Bundestrainer der Slalomkanuten. Seine Spezialdisziplinen waren der Einer und der Zweier-Canadier.

## Werdegang

### Sportler
Trummer startete anfangs für den SC DHfK Leipzig, sicherte sich als Partner von Jürgen Kretzschmer 1975 mit der Mannschaft den nationalen Titel und gewann 1979 seinen ersten Zweier-DDR-Meistertitel mit Enrico Neitz. Später bildete er gemeinsam mit Manfred Berro beim Zeitzer Kanuverein einen Zweier-Canadier, nachdem dessen Partner Ralf Kretschmer zur Nationalen Volksarmee gegangen war. In dieser Kombination wurden beide Mitglied der DDR-Junioren-Nationalmannschaft. Zudem gewann beide im Zweier-Canadier 1988 und 1989 den DDR-Meister-Titel. Nach der Wiedervereinigung konnten beide auch erstmals außerhalb von DDR, Polen und Tschechien im Kanuslalom-Weltcup starten. Mit Rang zwei in Nottingham im Juni 1994 erreichte er sein bestes Einzel-Weltcup-Resultat.
Bei den Kanuslalom-Weltmeisterschaften 1991 in Ljubljana gewann Trummer mit Berro Bronze und erreichte damit die Qualifikation für die Olympischen Sommerspiele 1992 in Barcelona, bei denen Kanuslalom wieder ins olympische Programm aufgenommen wurde. Die Rennen in Barcelona beendete er mit Berro auf Platz neun. Bei den Kanuslalom-Weltmeisterschaften 1995 in Nottingham gewann das Duo erneut Bronze. Ein Jahr später verpassten beide als Vierte nur knapp die Medaillenränge bei den Olympischen Sommerspielen 1996 in Atlanta. Nach einer weiteren Bronzemedaille bei den Kanuslalom-Weltmeisterschaften 1997 in Três Coroas beendete Trummer seine aktive Karriere.
Trummer war von Januar 2009 bis Mai 2019 Bundestrainer der deutschen Kanuslalom-Nationalmannschaft, nachdem er bereits ab 2001 den Nachwuchs trainierte. Bereits 1995 hatte er noch während seiner aktiven Zeit sein Trainerdiplom an der Sporthochschule Leipzig abgelegt. Im Mai 2019 trat er aus familiären Gründen vom Posten des DKV-Cheftrainers Kanu-Slalom zurück, bleibt aber als Trainer beim DKV. Zudem ist er Referatsleiter für Ausbildung beim Deutschen Kanu-Verband. Er ist weiterhin Vorsitzender des Fördervereins Kanu-Slalom Deutschland.

## Privates
Trummer ist der Sohn von Klaus Trummer, der selbst bei den Olympischen Sommerspielen 1972 in München Vierter im Zweier wurde. Sein Sohn Martin Trummer ist mehrfacher Deutscher Meister im Einer-Canadier.